# Мвапе, Миало
Миало Мвапе (фр. Mialo Mwape; 30 декабря 1951, Бельгийское Конго) — заирский футболист, защитник.

## Биография
В 1974 году играл за заирский клуб «Ньики» из города Лубумбаши.
Выступал за национальную сборную Заира. В 1974 году главный тренер Заира Благоя Видинич вызвал Мвапе на чемпионат мира, который проходил в ФРГ и стал первым мундиалем для Заира в истории. Миало был заявлен под 16 номером. В своей группе команда заняла последнее 4 место, уступив Шотландии, Бразилии и Югославии. Мвапе на турнире не провёл ни одного матча.
Участник Кубка африканских наций 1976 в Эфиопии. Заир по итогам группового турнира занял 4 место, уступив Судану, Нигерии и Марокко.
Всего за сборную Заира провёл 2 матча.